# Метцкер, Макс
Макс Метцкер (англ. Maxwell Raymond «Max» Metzker; род. 8 марта 1960, Дурбан, Наталь) — австралийский пловец, чемпион и призёр Игр Содружества, бронзовый призёр летних Олимпийских игр 1980 года в Москве, участник двух Олимпиад.

## Карьера
Специализировался на плавании вольным стилем. На летних Олимпийских играх 1976 года в Монреале Метцкер выступал в плавании на 400 и 1500 метров. В первой дисциплине Метцкер выбыл из борьбы за награды на предварительной стадии, а во второй занял 6-е место.
На следующей Олимпиаде в Москве, кроме плавания на 400 и 1500 метров, представлял свою страну ещё и в эстафете 4×200 метров. В плавании на 1500 метров Метцкер завоевал бронзовую медаль (15:14,49 с), уступив советским пловцам Владимиру Сальникову (14:58,27 с — мировой рекорд) и Александру Чаеву (15:14,30 с). В двух других дисциплинах Метцкер занял 7-е место.
Метцкер был знаменосцем сборной Австралии на церемониях открытия и закрытия Олимпиады в Москве.